# Somatina mendicaria
Somatina mendicaria är en fjärilsart som beskrevs av John Henry Leech 1897. Somatina mendicaria ingår i släktet Somatina och familjen mätare. Inga underarter finns listade i Catalogue of Life.